# Beleg van Constantinopel (941)

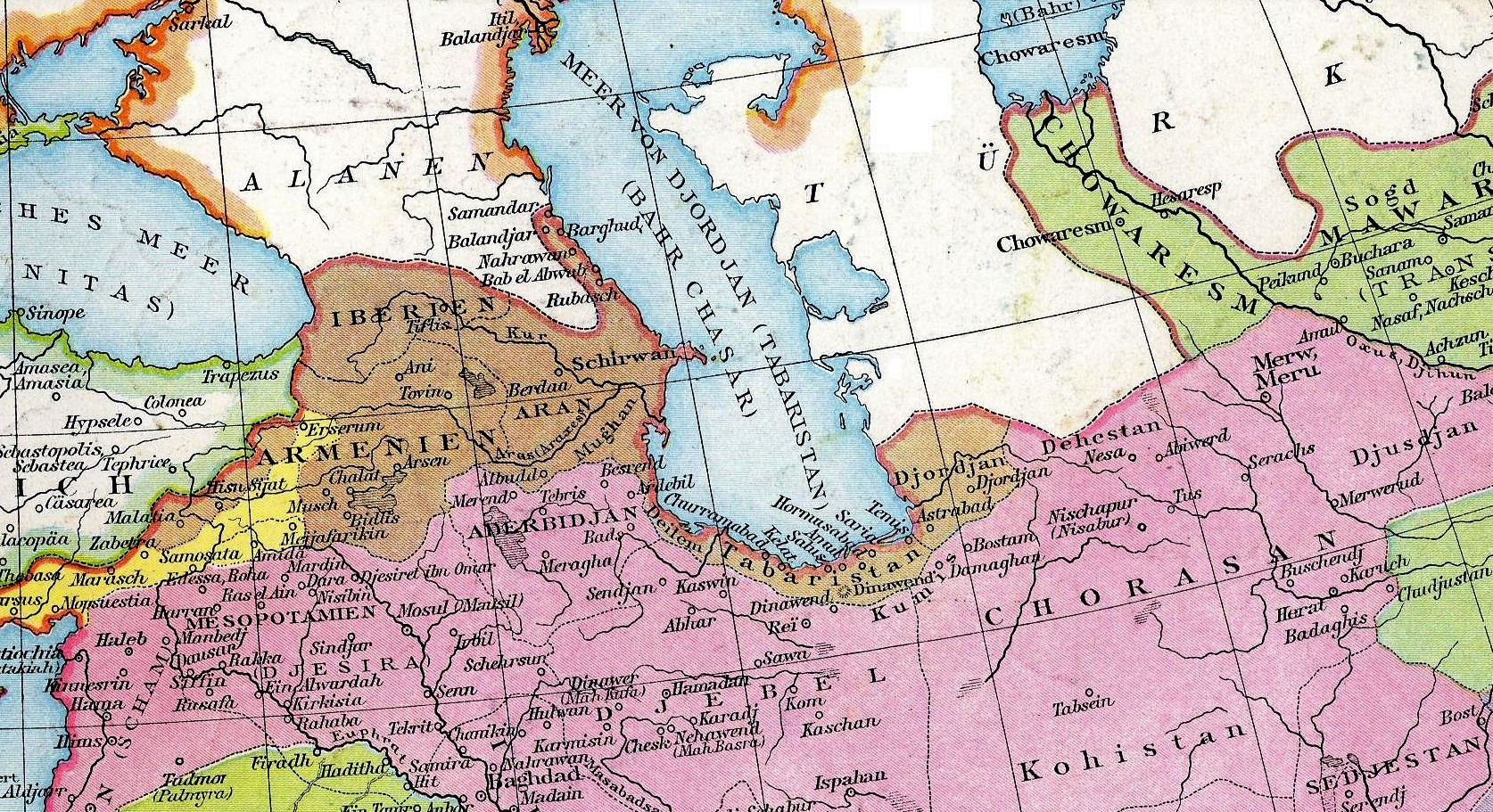
Kaspische Zee in het midden

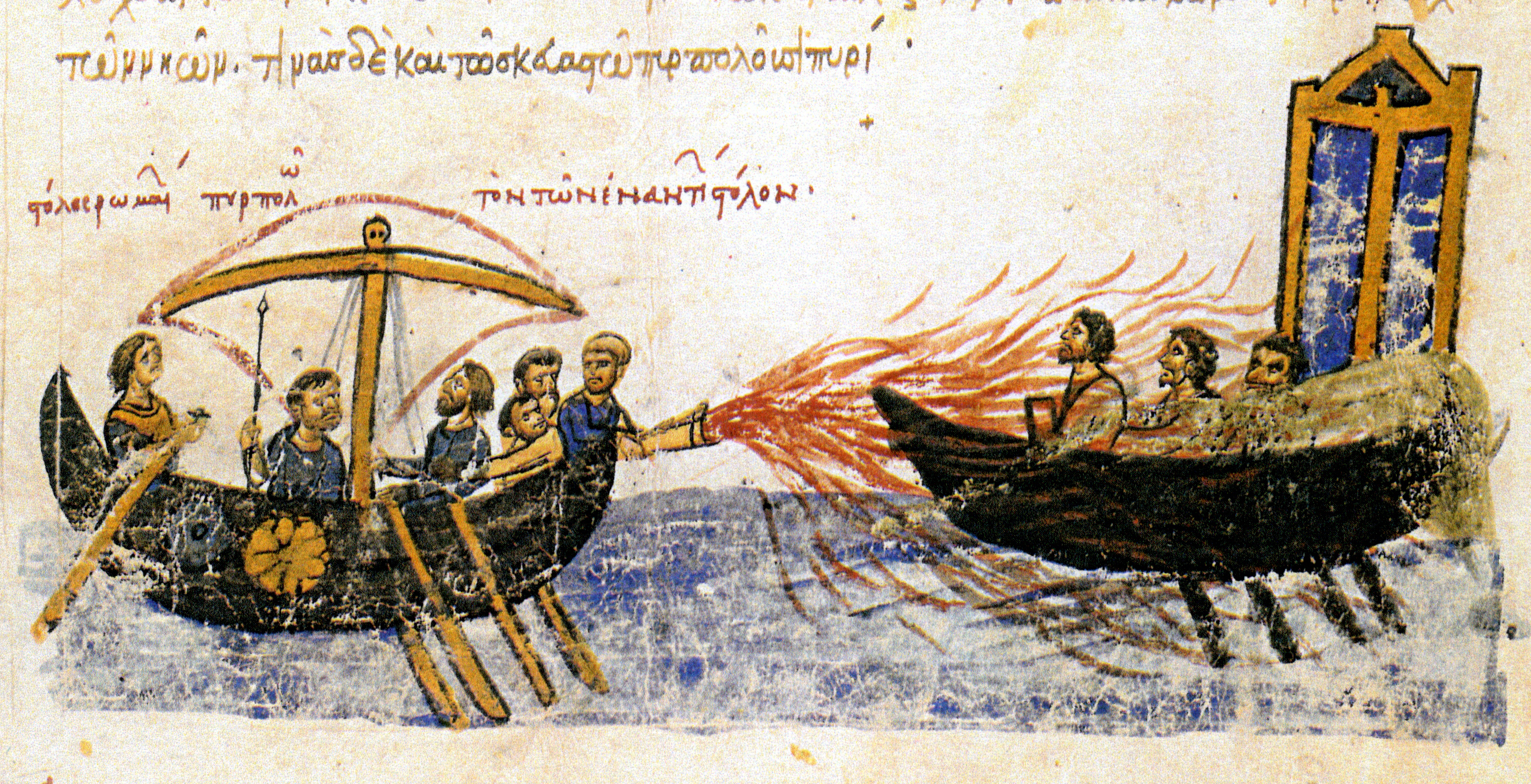
Het gebruik van Grieks vuur

Het Beleg van Constantinopel (941) of de Rus–Byzantijnse oorlog van 941 was een poging van het Kievse Rijk om de hoofdstad van het Byzantijnse Rijk te veroveren.

## Achtergrond
Sinds het ontstaan, en reeds ervoor, van het Kievse Rijk was er een strijd om de handelsroutes rond de Kaspische Zee, de handelsroute van de Varjagen naar de Grieken en de handelsroute over de Wolga. De conflicten tussen de verschillende partijen waren legio, de Russen, het Byzantijnse Rijk, het Kalifaat van de Abbasiden, het Rijk der Chazaren en de Petsjenegen. Religie speelde ook een rol. Allianties wisselden geregeld.
Na de dood van Simeon I van Bulgarije konden de Byzantijnen terug hun pijlen richten op de Arabieren, een nieuwe Byzantijns-Arabische oorlog.
Intussen hadden de Petsjenegen vrede gesloten met de Russen. Nu Constantinopel onderbemand was, was het moment om aan te vallen.

## Beleg
De stad werd bewaakt door slechts 15 schepen, een makkie dacht Igor van Kiev. Niet bewust dat de schepen waren voorzien van Grieks vuur, werd de Kievse vloot weggeblazen. Liutprand van Cremona schreef in zijn verslag : De Russen, die de vlammen zagen, sprongen overboord en gaven de voorkeur aan het water boven het vuur. Sommigen zonken, verzwaard door het gewicht van hun borstplaten en helmen; anderen vlogen in brand. De gevangen Russen werden onthoofd.
Het Russische landleger trok zich al plunderend terug richting de Krim.

## Vrede van 945
In 944 zette Igor nog een grotere campagne op poten, een grotere vloot, een sterker landleger. De Byzantijnen kozen voor diplomatieke onderhandelingen in plaats van directe confrontatie. Ze boden een handelsakkoord en gunstige vredesvoorwaarden aan. Een Russisch-Byzantijns verdrag werd in 945 ondertekend.